# Carphalea cloiselii
Carphalea cloiselii är en måreväxtart som beskrevs av Anne-Marie Homolle. Carphalea cloiselii ingår i släktet Carphalea och familjen måreväxter. Inga underarter finns listade i Catalogue of Life.